# RTL Group
RTL Group SA (Radio Télévision Luxembourg) – największy nadawca bezpłatnej telewizji naziemnej w Europie, skupiający 57 stacji telewizyjnych i 31 stacji radiowych, nadający łącznie w 11 państwach.

## Historia
Grupa RTL została utworzona 5 lipca 2000 roku, w wyniku połączenia CLT-UFA z brytyjską firmą Pearson TV. W lutym 2001 r. Bertelsmann nabył w drodze wymiany akcji z belgijską grupą Bruxelles Lambert 67% udziałów RTL Group. Natomiast w styczniu 2002 r., nastąpiło nabycie dalszych 22% od koncernu Pearson.
Bertelsmann posiada 90,4% i co najmniej dwa razy próbował zakupu spółki całkowicie, ostatnio pod koniec 2007 roku, jednak do całkowitego przejęcia nie doszło.

## Wykaz wszystkich stacji telewizyjnych i radiowych z udziałami spółki

### Telewizja

#### Niemcy

##### Bezpłatna telewizja
- RTL (Kolonia, 99,7%)
- RTL Zwei (Grünwald, 35,9%)
- Super RTL (Kolonia, 50%)
- Nitro (Kolonia)
- RTL Nord (99,7%)
- RTL West (99,7%)
- RTL Hessen (99,7%)
- VOX (Kolonia, 99,4%)
- n-tv (Kolonia, 99,7%)
- VoxUp
- Toggo
- Toggo Plus
- RTL UP

##### Płatna telewizja
- RTL Crime (Kolonia, 99,7)
- RTL Living (Kolonia, 99,7%)
- RTL Passion (Kolonia, 99,7%)
- Geo Television

#### Francja
- M6 (Neuilly-sur-Seine, 48,8%)
- W9 (Neuilly-sur-Seine, 48,8%)
- Paris Première (Neuilly-sur-Seine, 48,8%)
- Téva (Neuilly-sur-Seine, 48,8%)
- 6ter (Neuilly-sur-Seine, 48,8%)
- Série Club (Neuilly-sur-Seine, 24,4%)
- M6 Music(Neuilly-sur-Seine, 48,8%)
- Gulli
- Tiji
- M6 International

#### Belgia
- RTL TVI (Bruksela, 66%)
- Club RTL (Bruksela, 66%)
- Plug RTL (Bruksela, 66%)

#### Holandia
- RTL 4 (Hilversum, 73,7%)
- RTL 5 (Hilversum, 73,7%)
- RTL 7 (Hilversum, 73,7%)
- RTL 8 (Hilversum, 73,7%)
- RTL 24 (Hilversum, 73,7%)
- RTL Lounge (Hilversum, 73,7%)

#### Luksemburg
- RTL Télé Lëtzebuerg (Luksemburg, 100%)
- RTL Zwee (Luksemburg, 100%)

#### Hiszpania
- Antena 3 (Madryt, 19,0%)
- Antena.Neox (Madryt, 19,0%)
- Antena.Nova (Madryt, 19,0%)

#### Węgry
- RTL Klub (Budapeszt, 49%)

#### Chorwacja
- RTL Televizija (Zagrzeb, 65,5%)
- RTL PLUS Hrvatska

#### Rosja

##### Bezpłatna telewizja
- Ren TV (Moskwa, 30%)

##### Płatna telewizja
- Klub 100 (50%) (4 osobne stacje)

### Radio

#### Niemcy
- 89.0 RTL (Saksonia-Anhalt, 53,5%)
- 104.6 RTL (Berlin)
- 105'5 Spreeradio (Berlin)
- Antenne Bayern (16%)
- Radio Brocken (Saksonia-Anhalt, 53,5%)
- Oldie 95 (Hamburg, 4,78%)
- Radio Regenbogen (Badenia-Wirtembergia)
- Radio Ton (Badenia-Wirtembergia, 2%)
- Big FM (Badenia-Wirtembergia)
- Radio Hamburg (29,17% Anteil)
- Radio NRW (16,96% Anteil)
- Hit-Radio Antenne (Brema, Hamburg, 36%)
- Radio 21 (Garbsen, 17,3%)
- Hitradio RTL Sachsen (30,5%)
- Sachsen Funkpaket
- Antenne MV (19,7%)
- Antenne Thüringen (15%)

#### Luksemburg
- RTL Radio (Luksemburg)
- RTL Radio Lëtzebuerg (Luksemburg)

#### Belgia
- Radio Contact (Bruksela, 49,4%)
- Bel RTL (Bruksela, 49%)
- Mint (Bruksela, 49%)

#### Portugalia
- Best Rock FM (Lizbona, 33%)
- Rádio Comercial (Lizbona, 33%)
- Cidade FM (Lizbona, 33%)
- Rádio Clube (Lizbona, 33%)

#### Holandia
- Radio 538 (Holandia, 26,3%)

#### Francja
- RTL (Paryż)
- RTL 2 (Paryż)
- Fun Radio (Paryż)

### Wytwórnie filmowe
- FremantleMedia (London)
- Alomo Productions (London)
- EVA Entertainment (London)
- Grundy Productions (Sydney)
- FremantleMedia GmbH (Hürth)
- UFA Film & TV Produktion (Potsdam)
- Plus Productions (Athen)
- Trebitsch Produktion Holding (Hamburg, 64%)
- Universum Film (München)

### Wideo na Życzenie
- RTLnow
- VOXnow

## RTL Group w Polsce
Podmioty RTLu/Radia Luksemburg trzykrotnie pojawiły się w Polsce:

### Radio Luksemburg
Radio Luxembourg, nadawane z Luksemburga w latach 1933–1939 i 1946–1992, było odbierane także w Polsce. Z uwagi na bardziej atrakcyjny niż Polskie Radio program tej rozgłośni była ona bardzo popularna w Polsce.

### RTL 7
Stację telewizyjną RTL 7 uruchomiono 6 grudnia 1996 roku. Była to stacja serialowo-filmowa. Z końcem 2001 roku stacja została przejęta przez Grupę ITI i zastąpiona przez TVN Siedem 1 marca 2002 roku.

### Polsat
W 2006 roku RTL negocjował z Telewizją Polsat zakup 25% akcji Polsatu, jednakże do tej transakcji nigdy nie doszło.